# Obi Metzger
Pour les articles homonymes, voir Metzger.
Obi Metzger, né le 19 septembre 1987, est un footballeur sierraléonais qui évolue au poste de défenseur à l'Atlantis Helsinki en Veikkausliiga.

## Biographie
Après avoir commencé sa carrière dans son pays natal, il quitte son pays pour jouer une année au Liban.
En 2005, il rejoint la Finlande avec le Atlantis Helsinki, c'est d'ailleurs en 2008 avec cette équipe qu'il est appelé pour la première fois à représenter son pays à l'international. 
Après une année en Slovaquie, il revient en Finlande avec le FC Haka Valkeakoski.